# No Lie
No Lie — сингл Шона Пола за участю Дуа Ліпи. Трек вийшов 18 листопада 2016 року.

## Чарти

### Тижневі чарти
| Чарт (2016–17)                            | Пік Позиція |
| ----------------------------------------- | ----------- |
| Австрія (Ö3 Austria Top 75)               | 13          |
| Бельгія (Ultratop Flanders)               | 44          |
| Бельгія (Ultratop Wallonia)               | 18          |
| Канада (Hot Canadian Digital Songs)       | 20          |
| Колумбія (National-Report)                | 45          |
| Чехія (IFPI)                              | 2           |
| Чехія (Singles Digitál Top 100)           | 48          |
| Франція (SNEP)                            | 28          |
| Німеччина (Official German Charts)        | 10          |
| Угорщина (Dance Top 40)                   | 10          |
| Угорщина (Rádiós Top 40)                  | 2           |
| Угорщина (Single Top 40)                  | 9           |
| Ірландія (IRMA)                           | 35          |
| Італія (FIMI)                             | 11          |
| Mexico Airplay (Billboard)                | 27          |
| Нідерланди (Dutch Top 40)                 | 10          |
| Нідерланди (Mega Single Top 100)          | 14          |
| Польща (Polish Airplay Top 100)           | 6           |
| Португалія (AFP)                          | 66          |
| Румунія (Media Forest)                    | 8           |
| Росія Airplay (Tophit)                    | 7           |
| Шотландія (Official Charts Company)       | 9           |
| Словаччина (IFPI)                         | 19          |
| Словаччина (Singles Digitál Top 100)      | 29          |
| Slovenia (SloTop50)                       | 28          |
| Швейцарія (Media Control AG)              | 32          |
| Велика Британія (Official Charts Company) | 10          |
| Венесуела (National-Report)               | 63          |

### Річні чарти
| Чарт (2017)                                      | Позиція |
| ------------------------------------------------ | ------- |
| Бельгія (Ultratop Wallonia)                      | 75      |
| Німеччина (Official German Charts)               | 83      |
| Угорщина (Rádiós Top 40)                         | 40      |
| Угорщина (Single Top 40)                         | 39      |
| Ізраїль (Media Forest)                           | 21      |
| Італія (FIMI)                                    | 16      |
| Польща (ZPAV)                                    | 39      |
| Швейцарія (Schweizer Hitparade)                  | 65      |
| Велика Британія Сингли (Official Charts Company) | 67      |

## Сертифікація
| Регіон | Сертифікація  | Продажі |
| --- | ------------- | ------- |
| Австрія (IFPI Austria) | Золотий       | 15,000  |
| Франція (SNEP) | Платиновий    | 133,333 |
| Німеччина (BVMI) | Платиновий    | 400,000 |
| Італія (FIMI) | 4× Платиновий | 200,000 |
| Нідерланди (NVPI) | Платиновий    | 40,000  |
| Велика Британія (BPI) | Платиновий    | 600,000 |
| *продажі, що базуються лише на сертифікаціях · ^відвантаження, що базуються лише на сертифікаціях · продажі+прослуховування, що базуються лише на сертифікаціях |               |         |